# Dolichocis indistinctus
Dolichocis indistinctus är en skalbaggsart som beskrevs av Hatch 1962. Dolichocis indistinctus ingår i släktet Dolichocis och familjen trädsvampborrare. Inga underarter finns listade i Catalogue of Life.